# Antoine de Tarlé
Pour l’article homonyme, voir Tarlé.
Antoine de Tarlé, né le 23 septembre 1939 à Lyon, est un professionnel reconnu de la presse écrite.
Il a consacré l'essentiel de sa carrière à la gestion et à l'enseignement des médias.

## Biographie
Après des études au lycée Ampère et au lycée du Parc à Lyon, il intègre HEC en 1958. Diplômé en 1961, il sort de Sciences Po Paris en 1963. Il s'oriente ensuite vers l'administration, comme administrateur-adjoint à la commission des lois de l'Assemblée nationale. En 1969, il devient administrateur à la commission des Finances où il a été chargé des budgets de l'audiovisuel public, des aides à la presse et de la Culture. À ce titre il est secrétaire de la commission d'enquête sur l'ORTF (en 1971-1972) et chef du secrétariat de la commission de contrôle de l'ORTF en 1973-1974.
En 1980, le président Jacques Chaban-Delmas lui demande de créer le service de presse de l'Assemblée nationale.
À partir de 1981, il travaille dans l'audiovisuel public. Conseiller du ministre de la Communication pour la mise en place de la réforme de 1982 (loi du 29 juillet 1982), il est secrétaire général de l'INA (1981-1982) puis directeur général adjoint de TF1 aux côtés de Michel May puis d'Hervé Bourges entre 1982 et 1985.
En 1985, il part dans l'état major du groupe Ouest-France, dirigé par François-Régis Hutin, comme directeur général de SEDECO, la filiale chargée de la diversification audiovisuelle et, à ce titre, il participe au dossier de la privatisation de TF1.
En 1989, il prend la présidence du directoire des publications de La Vie catholique et, simultanément, exerce la présidence de Télérama. Après avoir réorganisé ce groupe, il revient à Ouest-France comme directeur général de la filiale Éditions (1991-94) puis directeur général adjoint du journal (1994-2007). Il prend également en 1996, la direction de la filiale multimédia du groupe, Ouest-France Multimédia. Il en assure jusqu'en 2010 le développement en définissant ses orientations stratégiques. 
Antoine de Tarlé est toujours président des éditions Ouest-France et administrateur de plusieurs filiales du groupe dont OFM et le Courrier de l'Ouest.
Il a mené parallèlement de nombreuses activités intellectuelles liées à la politique et aux médias, comme membre du comité de rédaction de la revue Esprit (1973-1977) et d'Étvdes. Il a écrit de nombreux articles dans ces deux revues ainsi que dans Ouest-France. Il enseigne l'économie des médias à Sciences Po-Paris depuis 1990 et depuis 2005, il est enseignant en mastère de journalisme à Sciences Po. Il a aussi été président de 1991 à 2004 du CFRT, l'association qui produit l'émission Le Jour du Seigneur sur France 2.
Antoine de Tarlé a participé à de nombreux ouvrages collectifs consacrés à la vie des médias : Television and political life in Western Europe (1977) ; Newspapers and democracy (1980) ; Les enjeux de la fin du siècle (1986), Intelligence de la France (2010). Il est aussi l'auteur, sous le pseudonyme de Jean Legrès d'un essai : La poursuite de l'alternance (1985) et, pour le club « En temps réel », de deux essais : Journaux et Internet et L’État et les médias en France. Du service public au pluralisme libéral, 1944-2009 et il tient un blog sur la vie des médias, sous le titre de Tarlemedia.

### Famille
Antoine de Tarlé est l'oncle d'Axel de Tarlé, journaliste à Europe 1, et de Sophie de Tarlé, journaliste au Figaro. Il est le père de Virginie de Tarlé, journaliste à Femme actuelle.

## Ouvrages
- Antoine de Tarlé, Trump, le mensonge au pouvoir, Paris, Les Éditions de l'Atelier, 2020, 132 p. (ISBN 978-2-7082-5356-8)
- Antoine de Tarlé, La fin du journalisme ? Dérives numériques, désinformation et manipulation, Paris, Les Éditions de l'Atelier, 2019, 111 p. (ISBN 978-2-7082-4591-4)